# Kelvin Hayden
Kelvin Darnell Hayden, Jr. (Chicago, Illinois, 23 de julho de 1983) é um jogador de futebol americano aposentado da National Football League que atuava na posição de cornerback na National Football League. Hayden fez parte do time do Indianapolis Colts de 2006 que venceu o Super Bowl XLI.

## Carreira no High school
Hayden estudou na Hubbard High School em Chicago onde jogou futebol americano por 4 anos. Como cornerback calouro, devido ao seu talento ele foi selecionado All-PowerBar e também All-Area onde fez 10 interceptações. Atuou também como quarterback onde fez 21 touchdowns e correu para mais 7 TDs. Hayden não só chamava atenção pela sua versatilidade mas também por sua velocidade e inteligência. No final do segundo grau começou a jogar como running back e correu para 2,135 jardas.

## College Football
Hayden começou jogando futebol americano universitário pela Joliet Junior College onde atuou por dois anos, sempre como Wide Receiver, e ele fez 114 recepções para 1,839 jardas e 17 touchdowns. Ele continuou a fazer excelentes números como WR. Mas em seu terceiro ano na faculdade ele mudou para a University of Illinois at Urbana-Champaign e passou a jogar como cornerback novamente e fez muito sucesso.

## NFL
Kelvin Hayden foi selecionado na segunda rodada do Draft de 2005 pelo Indianapolis Colts vindo da University of Illinois. Em seu primeiro ano com os Colts, Hayden jogou todos os 16 jogos, sempre vindo como reserva e fez 26 tackles muitos deles feitos no special teams. No ano seguinte veio a oportunidade quando Nick Harper, o CB titular, se machucou. Nos playoffs daquele ano, Hayden mostrou maturidade e habilidade quando no Super Bowl XLI ele retornou uma interceptação lançada por Rex Grossman, QB do Chicago Bears, para touchdown. Aquela foi a primeira interceptação na carreira.
Na temporada de 2007, Hayden foi titular nos 16 jogos conseguindo 3 interceptações e 83 tackles. Na temporada seguinte perdeu 6 jogos por causa de uma contusão no joelho mas conseguiu fazer 42 tackles, forçar um fumble e ainda mais 3 interceptações, retornando uma delas para touchdown. Em 2009, Kelvin Hayden renovou seu contrato com o time de Indiana por cinco anos valendo US$43 milhões, sendo US$22,5 garantidos. Na temporada de 2009, Hayden atuou em apenas 9 jogos fazendo 50 tackles e interceptou apenas um passe. Na temporada seguinte, ele voltou a sofrer com contusões atuando em 11 jogos e somando mais 61 tackles.
Hayden foi dispensado pelos Colts antes da temporada de 2011. No mesmo ano ele assinou com o Atlanta Falcons.
Em 5 de abril de 2012, ele assinou um contrato com o Chicago Bears por um ano no valor de US$825,000 dólares. Foi dispensado dois anos depois, devido a contusões e baixa performance.